# Боблов
Бо́блов (укр. Боблів) — село на Украине, находится в Немировском районе Винницкой области.
Код КОАТУУ — 0523080401. Население по переписи 2001 года составляет 510 человек. Почтовый индекс — 22813. Телефонный код — 4331.
Занимает площадь 2,5 км².

## Адрес местного совета
22813, Винницкая область, Немировский р-н, с. Боблов